# Ascomorpha klementi
Ascomorpha klementi är en hjuldjursart som först beskrevs av Hauer 1965.  Ascomorpha klementi ingår i släktet Ascomorpha och familjen Gastropodidae. Inga underarter finns listade i Catalogue of Life.